# Palloptera formosa
Palloptera formosa is een vliegensoort uit de familie van de Pallopteridae. De wetenschappelijke naam van de soort is voor het eerst geldig gepubliceerd in 1930 door Frey.